# منطقة أمستردام العاصمة
منطقة أمستردام العاصمة هي منطقة مدينة حول العاصمة أمستردام بهولندا . وتقع في Noordvleugel ( جناح الشمال ) من المنطقة الحضرية الكبرى متعددة المراكز راندستاد،  وتحتضن مدينة أمستردام، مقاطعتي شمال-هولندا وفليفولاند، وكذلك 36 بلدية أخرى ضمن هاتين المقاطعتين، ويبلغ عدد سكانها أكثر من 2،4 مليون نسمة.